# アリエル・マルティネス
アリエル・マルティネス・マレーロ（Ariel Martínez Marrero, 1996年5月28日 - ）は、キューバ・マタンサス州マタンサス出身のプロ野球選手（捕手、内野手、外野手）。右投右打。北海道日本ハムファイターズ所属。

## 経歴

### キューバ時代
1996年、マタンサスで出生。コマンダンテ・マヌエル・ピティ・ファハルド体育大学を卒業した後、地元の野球チームであるココドゥリロス・デ・マタンサスに加わり、2017-18シーズンには68試合に出場。試合打率.264、6本塁打、28打点の成績を残した。
中日ドラゴンズの巡回コーチを務めていたオマール・リナレスから将来性を評価され、2017年12月には『日刊スポーツ』紙が同球団との契約の動きを報じた。

### 中日時代
2018年3月2日、中日と推定年俸1000万円で育成選手契約したことが発表された。3月14日にナゴヤドームで入団会見が行われ、背番号は210となることが発表された。すでに同姓のライデル・マルティネスが在籍していたため、表記は「A.マルティネス」となった。

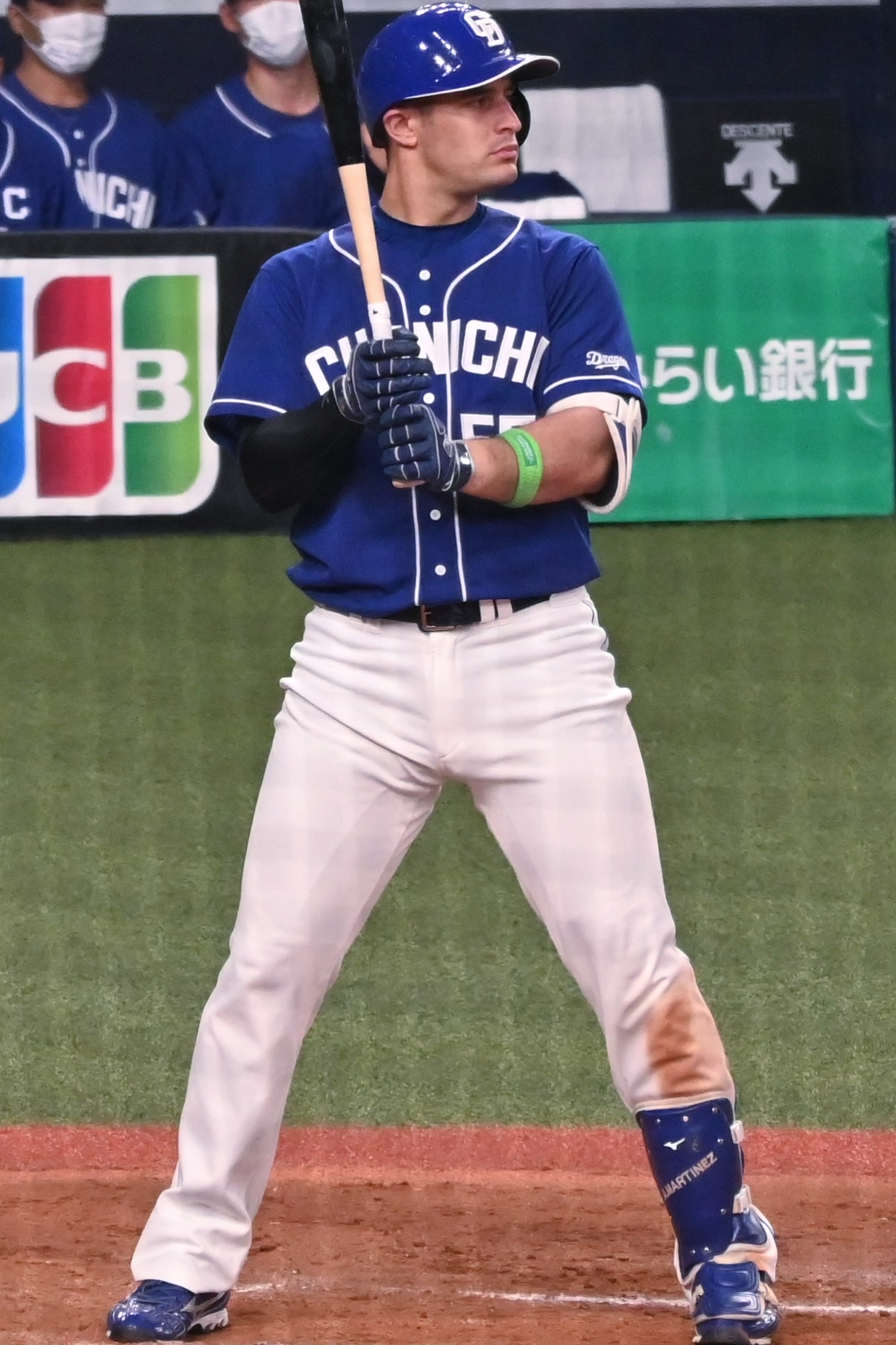
中日ドラゴンズ時代
（2022年5月27日 京セラドーム大阪）

同年はウエスタン・リーグで39試合に出場し、打率.239（88打数21安打）、0本塁打、9打点を記録した。10月からはみやざきフェニックス・リーグに参加し、同月18日の埼玉西武ライオンズ戦（南郷町中央公園野球場）では日本での対外試合初本塁打を記録するなど、計6試合に出場し打率.333（15打数5安打）、1本塁打、3打点を記録したが、フェニックス・リーグ開催途中で帰国した。
2019年は読谷球場での春季キャンプに初参加。ウ・リーグでは本職の捕手のほか、二軍の一塁手不足に伴い、一塁手として試合出場することもあった。最終的に二軍では52試合の出場で打率.257、2本塁打、21打点を記録。7月5日のオリックス・バファローズ戦（オセアンバファローズスタジアム舞洲）では、二軍公式戦初本塁打を放った。公式戦終了後は、フェニックス・リーグには参加せず10月2日にリナレスやライデル・マルティネスとともに帰国した。帰国後は2019 WBSCプレミア12にキューバ代表選手として参加したが、チームはオープニングラウンド敗退となった。12月からはココドゥリロス・デ・マタンサスに加わり、正捕手として活動したがこの時に右膝を負傷した。
2020年、再び中日と育成契約を結び、読谷球場での春季キャンプに2年連続で参加したが、前述の怪我の影響でリハビリ組として過ごした。6月2日の練習試合から実戦復帰を果たし、ウエスタン・リーグでは開幕戦から出場していた。7月1日に支配下選手登録され、背番号は210から57に変更された。3日にソイロ・アルモンテが左脇腹痛により登録抹消されたことに伴い、初めて一軍登録され、同日の対読売ジャイアンツ戦（東京ドーム）にて代打として初出場。翌4日には6回表に加藤匠馬の代打で出場後、そのまま捕手の守備に就いた。外国人登録選手が捕手として出場するのは2000年7月20日のディンゴ（中日）以来20年ぶりであった。また、6回裏にルイス・ゴンサレスが登板したことにより、1991年6月8日の荘勝雄 - マイク・ディアズ（ロッテ・オリオンズ）以来29年ぶり、セントラル・リーグでは1955年10月8日の西田亨 - 広田順（読売ジャイアンツ、ともにハワイ出身の日系人）以来65年ぶりとなる外国人選手同士のバッテリーが実現した。翌5日には「8番・捕手」で先発出場。外国人選手が捕手として先発出場したのは1991年6月12日に出場したロッテのマイク・ディアズ以来29年ぶりだった。同月14日の対横浜DeNAベイスターズ戦（ナゴヤドーム）では一軍初本塁打を放った。同月21日には一軍で初めて一塁の守備についた。その後、8月9日の対巨人戦（ナゴヤドーム）でスイングした際に左手を痛め、翌日登録抹消されたが、シーズン終盤の10月30日に一軍に復帰した。
2021年は、2月21日に日本入国。4月13日に一軍に昇格し、同日の対巨人戦（東京ドーム）で「5番・一塁手」として先発出場。翌日の同カードではシーズン初本塁打を放ったが、上肢のコンディション不良のため4月19日に登録抹消された。7月9日の二軍戦で実戦復帰。後半戦が始まる8月13日に一軍に復帰し、翌日の試合では4か月ぶりに先発出場した。この年は48試合に出場し、打率.244、2本塁打、7打点の成績だった。オフには出場機会を増やすため、外野手としての練習にも取り組んだ。秋季キャンプに最後まで参加し、11月29日にキューバに帰国した。
2022年は1月15日に訪日。二軍で結果を残し、4月5日に一軍に昇格。同日の対東京ヤクルトスワローズ戦（明治神宮野球場）で「3番・左翼手」として先発出場した。6月18日の対巨人戦（バンテリンドーム ナゴヤ）では、同点の9回裏無死一・三塁の場面で自身初となるサヨナラ適時打を放った。しかし中日球団は翌年の契約を結ばず、12月2日に自由契約公示された。

### 日本ハム時代
2022年12月21日、日本ハムと契約合意したことがキューバ野球連盟から発表され、12月22日には日本ハム球団から入団が正式発表された。1年契約で年俸は8000万円＋出来高。背番号は2。
2023年1月26日、2023 ワールド・ベースボール・クラシックに出場する第5回WBCキューバ代表に内野手として選出された。シーズンが始まってからは、4月26日の対オリックス・バファローズ戦（エスコンフィールドHOKKAIDO）で2回無死一塁の打席で田嶋大樹から移籍後初本塁打となる2点本塁打を放った。同月30日の対福岡ソフトバンクホークス戦（エスコンフィールドHOKKAIDO）で、コナー・メネズと外国人同士のバッテリーを組んだ。6月17日の対中日戦（バンテリンドーム ナゴヤ）で2点を追う6回一死一・二塁の打席で古巣相手に移籍後初本塁打となる逆転3点本塁打、7月13日の対東北楽天ゴールデンイーグルス戦（エスコンフィールドHOKKAIDO）では1-1の同点で迎えた3回無死無走者の打席で岸孝之から日本で自身初のシーズン10本塁打となる決勝本塁打を放った。オールスターゲーム第2戦（MAZDA Zoom-Zoom スタジアム広島）では6回の守備から途中出場。8回二死一・二塁の打席でニック・ターリーから2点適時三塁打を放つなど、2安打2打点の成績で敢闘賞に選出された。シーズン後半戦に入ると、7月23日の対オリックス戦（ほっともっとフィールド神戸）で9回無死満塁の打席で本田仁海から自身初の満塁本塁打、8月4日の対ソフトバンク戦（エスコンフィールドHOKKAIDO）では4-4の同点で迎えた延長11回一死満塁の場面で代打で出場し、椎野新から代打サヨナラ犠飛を放った。この年は状況に応じて捕手、一塁手、外野手、指名打者として119試合に出場し、初めて規定打席に到達。打率.246、15本塁打、66打点を記録した。オフには4000万円増となる推定年俸1億2000万円＋出来高払いで契約を延長した。
2024年はオープン戦から好調で、打率.341、2本塁打、さらに12球団最多となる12打点の成績でオープン戦打点王となり、3月22日の対DeNA戦の逆転サヨナラ3点本塁打を放つ活躍などで開幕4番に内定し、レギュラーシーズン開幕戦となる3月29日の対千葉ロッテマリーンズ戦（ZOZOマリンスタジアム）で「4番・一塁手」で先発出場した。しかしその後はオープン戦の好調に反して不振に喘ぎ、打率が1割を切る試合が続いたが、4月14日の対オリックス戦（京セラドーム大阪）で先制の1号3点本塁打を放ち、開幕52打席目で同年初本塁打を記録した。それからは調子を上げ、4月27日の対オリックス戦（エスコンフィールドHOKKAIDO）では適時打含む4安打2打点を記録し4月の月間打率を.282にまで上昇させた。ファン投票における一塁手部門で選出され、2年連続の出場を果たしたマイナビオールスターゲームでは、7月23日の第1戦で「7番・捕手」として先発起用され、結果的にこれがシーズン唯一の捕手出場となった。同年は126試合に出場し、打率.234、13本塁打、57打点を記録。12月18日、2025年シーズンの契約延長が発表された。推定年俸は2億5000万円で、契約期間は4年と報道されている。

## 選手としての特徴
打撃では広角に打ち分ける技術とパンチ力が持ち味。慎重打法で四球をよく選ぶ一方、三振も多い。2020年代のNPBでは大変珍しい外国人捕手であり、捕手守備では強肩であるが、スローイングの精度にばらつきがあり、盗塁阻止率に課題がある。
一方で、ブロッキング能力は里崎智也から高く評価されている。また、本職の捕手の他に、一塁手や左翼手として出場することもある。谷繁元信が2022年シーズン中に語ったところによると、当時中日に捕手登録の選手が多かったのは、単にサブで他のポジションを守ることや代打で使われることが多い選手が捕手登録だったことが要因である。
チームメイトの玉井大翔は、2024年1月放送のフジテレビ系『ジャンクSPORTS』に出演した際「マルティネスは捕手でありながら投手に送るサインを覚えていなかった」と語った。また、主にストレートとスライダーを基本とする宮西尚生からも「謎の変化球のサインが出た」と明かされた。

## 人物
愛称はスペイン語で「田舎者」を意味する「ワチョ」(Huacho)。これは出身地のマサンタスが農村地帯であることに由来する。また、優れたカウボーイを意味する「グワチョ」(Guacho) とも。中日時代は同姓のチームメイトであるライデル・マルティネスのニックネーム「ライマル」との対比で「アリマル」とも呼ばれていた。
妻は同じくキューバ出身で、モデルとして活動しており、当初は婚約者として日本で生活していたが、2020年12月に結婚式を挙げた。交際のきっかけは、2017年のキューバシリーズ（日本シリーズに相当）でダブルヘッダーの第1試合終了後、すれ違った瞬間に互いに恋に落ち、第2試合の直前にマルティネスが電話番号を聞いたことであった。2021年5月19日に第一子の長女、2024年7月17日に第二子の次女が誕生した。

## 詳細情報

### 年度別打撃成績
| 年 度     | 球 団    | 試 合 | 打 席 | 打 数 | 得 点 | 安 打 | 二 塁 打 | 三 塁 打 | 本 塁 打 | 塁 打 | 打 点 | 盗 塁 | 盗 塁 死 | 犠 打 | 犠 飛 | 四 球 | 敬 遠 | 死 球 | 三 振 | 併 殺 打 | 打 率 | 出 塁 率 | 長 打 率 | O P S |
| --------- | -------- | ----- | ----- | ----- | ----- | ----- | -------- | -------- | -------- | ----- | ----- | ----- | -------- | ----- | ----- | ----- | ----- | ----- | ----- | -------- | ----- | -------- | -------- | ----- |
| 2014-2015 | MAT      | 34    | 32    | 29    | 5     | 9     | 1        | 0        | 0        | 13    | 7     | 0     | 0        | 0     | 0     | 3     | 0     | 0     | 10    | 0        | .310  | .375     | .488     | .823  |
| 2015-2016 | MAT      | 74    | 186   | 155   | 27    | 44    | 5        | 1        | 4        | 63    | 24    | 1     | 0        | 5     | 0     | 23    | 0     | 3     | 30    | 8        | .284  | .387     | .406     | .793  |
| 2016-2017 | MAT      | 86    | 285   | 233   | 34    | 79    | 15       | 1        | 3        | 105   | 41    | 1     | 3        | 6     | 3     | 42    | 4     | 1     | 35    | 9        | .339  | .437     | .451     | .888  |
| 2017-2018 | MAT      | 68    | 256   | 213   | 35    | 56    | 10       | 2        | 6        | 88    | 30    | 0     | 1        | 1     | 2     | 36    | 3     | 4     | 41    | 7        | .263  | .404     | .413     | .790  |
| 2020      | 中日     | 39    | 109   | 95    | 8     | 28    | 6        | 0        | 2        | 40    | 13    | 0     | 0        | 0     | 0     | 14    | 0     | 0     | 31    | 1        | .295  | .385     | .421     | .806  |
| 2021      | 中日     | 48    | 94    | 82    | 7     | 20    | 0        | 0        | 2        | 26    | 7     | 0     | 1        | 0     | 0     | 10    | 2     | 2     | 30    | 1        | .244  | .340     | .317     | .657  |
| 2022      | 中日     | 82    | 286   | 254   | 29    | 70    | 15       | 1        | 8        | 111   | 24    | 1     | 1        | 0     | 2     | 23    | 1     | 7     | 55    | 8        | .276  | .350     | .437     | .787  |
| 2023      | 日本ハム | 119   | 444   | 386   | 39    | 95    | 24       | 0        | 15       | 164   | 66    | 0     | 4        | 0     | 3     | 44    | 0     | 11    | 99    | 15       | .246  | .338     | .425     | .763  |
| 2024      | 日本ハム | 126   | 459   | 393   | 42    | 92    | 20       | 4        | 13       | 159   | 57    | 2     | 1        | 0     | 4     | 51    | 3     | 11    | 101   | 12       | .234  | .336     | .405     | .740  |
| CNS：4年  | CNS：4年 | 262   | 759   | 630   | 96    | 188   | 31       | 4        | 14       | 269   | 102   | 2     | 4        | 12    | 5     | 104   | 7     | 8     | 116   | 24       | .298  | .404     | .427     | .831  |
| NPB：5年  | NPB：5年 | 414   | 1392  | 1210  | 125   | 305   | 65       | 5        | 40       | 500   | 167   | 3     | 7        | 0     | 9     | 142   | 6     | 31    | 316   | 37       | .252  | .343     | .413     | .757  |

- 2024年度シーズン終了時
- キューバで通常用いられる個人通算成績はプレーオフや選抜リーグなども合算するため、この表の合計とは一致しない。

### WBCでの打撃成績
| 年 度 | 代 表    | 試 合 | 打 席 | 打 数 | 得 点 | 安 打 | 二 塁 打 | 三 塁 打 | 本 塁 打 | 塁 打 | 打 点 | 盗 塁 | 盗 塁 死 | 犠 飛 | 四 球 | 敬 遠 | 死 球 | 三 振 | 併 殺 打 | 打 率 | 出 塁 率 | 長 打 率 |
| ----- | -------- | ----- | ----- | ----- | ----- | ----- | -------- | -------- | -------- | ----- | ----- | ----- | -------- | ----- | ----- | ----- | ----- | ----- | -------- | ----- | -------- | -------- |
| 2023  | キューバ | 4     | 15    | 12    | 1     | 1     | 0        | 0        | 0        | 1     | 0     | 0     | 0        | 0     | 1     | 0     | 1     | 4     | 0        | .083  | .214     | .083     |

### 年度別守備成績
捕手守備
| 年 度 | 球 団    | 捕手  | 捕手  | 捕手  | 捕手  | 捕手  | 捕手     | 捕手  | 捕手     | 捕手     | 捕手     | 捕手     |
| 年 度 | 球 団    | 試 合 | 刺 殺 | 補 殺 | 失 策 | 併 殺 | 守 備 率 | 捕 逸 | 企 図 数 | 許 盗 塁 | 盗 塁 刺 | 阻 止 率 |
| ----- | -------- | ----- | ----- | ----- | ----- | ----- | -------- | ----- | -------- | -------- | -------- | -------- |
| 2020  | 中日     | 21    | 119   | 16    | 1     | 1     | .993     | 1     | 16       | 13       | 3        | .188     |
| 2021  | 中日     | 10    | 45    | 3     | 0     | 2     | 1.000    | 0     | 8        | 7        | 1        | .125     |
| 2023  | 日本ハム | 31    | 175   | 18    | 2     | 1     | .990     | 1     | 26       | 21       | 5        | .192     |
| NPB   | NPB      | 62    | 339   | 37    | 3     | 4     | .992     | 2     | 50       | 41       | 9        | .180     |

内野守備
| 年 度 | 球 団    | 一塁  | 一塁  | 一塁  | 一塁  | 一塁  | 一塁     |
| 年 度 | 球 団    | 試 合 | 刺 殺 | 補 殺 | 失 策 | 併 殺 | 守 備 率 |
| ----- | -------- | ----- | ----- | ----- | ----- | ----- | -------- |
| 2020  | 中日     | 9     | 67    | 6     | 0     | 6     | 1.000    |
| 2021  | 中日     | 15    | 80    | 8     | 0     | 7     | 1.000    |
| 2022  | 中日     | 11    | 58    | 9     | 1     | 2     | .985     |
| 2023  | 日本ハム | 41    | 329   | 28    | 2     | 27    | .994     |
| 2024  | 日本ハム | 90    | 685   | 59    | 4     | 54    | .995     |
| NPB   | NPB      | 166   | 1219  | 110   | 7     | 96    | .995     |

外野守備
| 年 度 | 球 団 | 外野  | 外野  | 外野  | 外野  | 外野  | 外野     |
| 年 度 | 球 団 | 試 合 | 刺 殺 | 補 殺 | 失 策 | 併 殺 | 守 備 率 |
| ----- | ----- | ----- | ----- | ----- | ----- | ----- | -------- |
| 2022  | 中日  | 58    | 71    | 3     | 1     | 0     | .987     |
| NPB   | NPB   | 58    | 71    | 3     | 1     | 0     | .987     |

- 2024年度シーズン終了時[注 1]

### 表彰
- オールスターゲーム敢闘選手賞：1回（2023年第2戦[48]）

### 記録
初記録
- 初出場：2020年7月3日、対読売ジャイアンツ1回戦（東京ドーム）、8回表に大野雄大の代打で出場[72][73]
- 初打席：同上、8回表に菅野智之から空振り三振[72][73]
- 初先発出場：2020年7月5日、対読売ジャイアンツ3回戦（東京ドーム）、「8番・捕手」で先発出場[74][75]
- 初安打：同上、2回表にエンジェル・サンチェスから左前安打[75]
- 初打点：2020年7月8日、対東京ヤクルトスワローズ5回戦（ナゴヤドーム）、1回裏にガブリエル・イノーアから右中間適時二塁打[76][77]
- 初本塁打：2020年7月14日、対横浜DeNAベイスターズ4回戦（ナゴヤドーム）、4回裏に大貫晋一から右越ソロ[13][78]
- 初盗塁：2022年6月2日、対東北楽天ゴールデンイーグルス3回戦（バンテリンドーム ナゴヤ）、1回裏に二盗[79]（投手：岸孝之、捕手：炭谷銀仁朗）[80]

その他の記録
- オールスターゲーム出場：2回（2023年、2024年）

### 背番号
- 210（2018年 - 2020年6月30日）
- 57（2020年7月1日 - 2022年）
- 2（2023年 - ）
- 40（2019 WBSCプレミア12、2023年WBC）

### 登場曲
- 「Bajo Cero」El Taiger & Dj Conds Feat.El Brujo（2020年）

### 代表歴
- 2019 WBSCプレミア12 キューバ代表
- 2023 ワールド・ベースボール・クラシック・キューバ代表